# Дора (співачка)
Дар'я Сергіївна Шиханова (30 листопада 1999 , Саратов ), більш відома під псевдонімом Дора — російська співачка, виконує підлітковий поп-рок.

## Біографія

### Дитинство
Родом з Саратова. У дитинстві вона захоплювалася поп-музикою, спочатку слухаючи російських виконавців, яких транслювали по радіо, але пізніше зацікавившись і зарубіжними артистами. Сама Дар'я до своїх улюблених пісень відносила «When You're Gone» Авріл Лавін та «If I Were a Boy» Бейонсе . Незважаючи на бажання дівчинки займатися в музичній школі, батьки були проти того, щоб давати їй класичну освіту. Дар'я намагалася брати уроки класичної гітари, але кинула заняття сама, порахувавши їх нудними і нецікавими. Пізніше, в дев'ятому класі, вона все ж вирішила самостійно вивчити одну пісню для шкільного виступу — це була «Radioactive» від Imagine Dragons. Вдалий концерт надихнув дівчину продовжити освоєння гітари.

### Початок творчого шляху
Під впливом групи The Retuses Дар'я почала записувати кавер-версії улюблених пісень. Спочатку вона повторювала ті ж пісні, що звучали у виконанні лідера The Retuses Михайла Родіонова — «Шаганэ», «Заметался пожар голубой». Кавери пісень Дар'я почала записувати в п'ятнадцятирічному віці, коли навчалася в дев'ятому класі школи. Через півроку вона вперше придумала і записала власну пісню, але вважала спробу невдалою — кавери в її виконанні подобалися оточуючим більше, ніж її власна творчість.
У 2017 році інтереси Дар'ї змінилися — замість інді-року її зацікавив емо-реп, зокрема, альбом XXXTentacion 17, що вийшов незадовго. Це було пов'язано, зокрема, з емоційними проблемами після переходу в нову школу, де дівчину цькували однокласники. Перший живий виступ Дар'ї відбувся в подольському клубі «Зміна» — це був концерт, організований пабліком «Вічно XVII». Чотирнадцятирічна дівчинка з гітарою разюче відрізнялася від інших виконавців, головним чином місцевих реперів. Дар'я виконувала популярні сумні пісні, такі як «Заметался пожар голубой» на вірші Сергія Єсеніна, «Выхода нет» групи «Сплін» та інші.
Спочатку Дар'я записувала свої пісні на iPhone. Пізніше вона познайомилася з бітмейкером, який допоміг виконавиці із записом інструментальних партій і аранжуваннями. Однією з перших пісень, записаних таким чином, стала пісня «Таял» Леоніда Федорова. Співачці сподобалося виконувати пісні під акомпанемент бітів, і вона вирішила продовжити співпрацю. Пізніше вони почали записувати власні пісні Дар'ї, частина з яких потрапила до її дебютного альбому. У той час Дар'я виступала під ніком «Mental Affection» і писала депресивні пісні. Одна з них — що отримала назву «Рецидив» — була заснована на тексті знайомого, у якого були проблеми з батьками і виникали думки про самогубство; пізніше Дар'я зізнавалася, що їй соромно за цю пісню. Виконавиця також відкрила для себе автотюн і стала використовувати його в своїх композиціях, першою з яких стала «Не ругаюсь матом», яку Дар'я вважала справжнім творчим проривом.

### Дебютний альбом
Дебютний міні-альбом виконавиці отримав назву «Я не коммерция» і був випущений в 2019 році у власному пабліку. На той час Дар'я відмовилась від псевдоніму «Mental Affection», який було важко запам'ятати шанувальникам, і стала виступати під ім'ям «Дора» — так називала Дар'ю її мама. Через тиждень кількість користувачів, підписаних на Дар'ю в соціальних мережах, збільшилася вдвічі. Коли кількість підписників досягло 40-50 тисяч, Дар'я стала замислюватися про випуск повноцінного альбому. Вона познайомилася з репером Володимиром Галатом з гурту «Френдзона» і разом вони придумали пісню «Дорадура» і ще кілька композицій. У підсумку ці пісні увійшли до складу альбому «Младшая сестра», записаного за підтримки знайомих Галата, які займалися бітмейкінгом і зведенням. Незважаючи на сумніви авторів, «Дорадура» стала справжнім хітом. Сама Дар'я не була здивована зростанням популярності, бо цілеспрямовано йшла до цього протягом декількох років, рівняючись на творчість Гречки і Монеточки, які «вистрілили» подібним чином раніше.
«Младшая сестра» представляла собою поп-рокове поєднання дівочого вокалу і важкої гітарної музики. Сама Дора називала цей стиль «кьют-роком» (англ. cute rock що перекладається як «милий рок». Пісні були присвячені питанням, які хвилювали підліткову аудиторію — відносинам між молодими людьми, соціальним мережам, заздрить подругам, побаченням в інтернеті тощо. Сторінка Дори Вконтакте набрала понад 90 тисяч підписників (більше ніж, наприклад, у гурту «Буерак»), а за першу добу альбом відтворили в соцмережах більше 300 тисяч разів. У березні 2020 року співачка виступила на Першому каналі в програмі " Вечірній Ургант ", виконавши пісню «Дорадура». Другий студійний альбом " Боже, храни кьют-рок " був випущений 18 грудня 2020 року. Пісня «Втюрилась», виконана Дорою італійською мовою під назвою «Innamorata», була включена до новорічного випуску «Вечірнього Урганта» Ciao, 2020!, який увійшов в тренди російського та італійського YouTube.

## Дискографія

### Альбоми
- 2019 — «Младшая сестра»
- 2020 — «Боже, храни кьют-рок»
- 2022 — «Miss»
- 2024 — «Lovesongs»

### Міні-альбоми і сингли
- 2018 — «Мне пусто»
- 2019 — «Я не коммерция» (EP)
- 2019 — «Почему»
- 2019 — «Без радости в глазах»
- 2019 — «Я всегда буду рядом»
- 2019 — «Я не ругаюсь матом, ч. 1»
- 2019 — «Разлетаюсь»
- 2019 — «На скейте»
- 2019 — «Дорадура»
- 2020 — «Если хочешь»
- 2020 — «Пошлю его на…» (кавер на пісню Лоліти)
- 2020 — «Не исправлюсь» (з Мейбі Бейбі)
- 2020 — «Втюрилась»
- 2020 — «Осень пьяная»
- 2021 — «Не игра»
- 2021 — «Втюрилась» (новорічна версія)
- 2021 — «Innamorata» (як La Dora; виступ на «Ciao, 2020!»)
- 2021 — «Cayendo» (з T-Fest)
- 2021 — «Куда уходит детство» (OST «Харчоблок»)
- 2021 — «Сан Ларан» (з Платіна)
- 2021 — «Барбисайз» (з Мейбі Бейбі)
- 2022 — «Loverboy»
- 2022 — «Капли» (з OG Buda)
- 2022 — «Я боюсь людей»
- 2023 — «Папик» (з Yanix)
- 2024 — «Зависима»
- 2024 — «Лучше тебя»
- 2025 — «Ёк»

## Відеокліпи
- 2019 — «Дорадура»[v 1]
- 2020 — «Не исправлюсь» (з Мейбі Бейбі)[v 2]
- 2021 — «Втюрилась»[v 3]
- 2021 — «Барбисайз» (з Мейбі Бейбі)[v 4]
- 2022 — «Loverboy»[v 5]
- 2022 — «Я боюсь людей»[v 6]
- 2024 — «Зависима»[v 7]
- 2024 — «Лучше тебя»[v 8]
- 2025 — «Ёк»[v 9]